# 59e Match des étoiles de la Ligue nationale de hockey
Match précédent Match suivant
Le 59e Match des étoiles de la Ligue nationale de hockey se déroule le 29 janvier 2012. Le match est présenté à la Place Banque Scotia situé à Ottawa en Ontario au Canada.

## Mode de repêchage
La formule 2012 du Match des étoiles a été calquée sur celle de l'an dernier. Au lieu que le match soit disputé entre deux équipes de chacune des conférences ou de certaines nationalités (comme ce fut le cas pendant de nombreuses années), la composition des deux équipes d'étoiles est établie par un repêchage alterné où les joueurs sont choisis par les deux capitaines Zdeno Chára et Daniel Alfredsson et leurs assistants-capitaines (Joffrey Lupul dans l'équipe de Chára et Henrik Lundqvist dans l'équipe d'Alfredsson). Les partisans pouvaient toujours élire des joueurs partants pour le Match des étoiles entre autres par internet.

### Équipe Chára
- G Tim Thomas, Bruins de Boston
- G Carey Price, Canadiens de Montréal
- G Jimmy Howard, Red Wings de Détroit

- D Kimmo Timonen, Flyers de Philadelphie
- D Ryan Suter, Predators de Nashville
- D Brian Campbell, Panthers de la Floride
- D Dion Phaneuf, Maple Leafs de Toronto
- D Dennis Wideman, Capitals de Washington

- C Pavel Datsiouk, Red Wings de Détroit
- C Ievgueni Malkine, Penguins de Pittsburgh
- C Tyler Seguin, Bruins de Boston

- AD Jarome Iginla, Flames de Calgary
- AD Phil Kessel, Maple Leafs de Toronto
- AD Marián Hossa, Blackhawks de Chicago
- AD Joffrey Lupul, Maple Leafs de Toronto
- AD Patrick Kane, Blackhawks de Chicago
- AD Jordan Eberle, Oilers d'Edmonton

- AG Corey Perry, Ducks d'Anaheim
- AG Marián Gáborík, Rangers de New York
- AG Jamie Benn, Stars de Dallas

#### Recrues de l'Équipe Chára
- D Rafael Diaz, Canadiens de Montréal
- C Luke Adam, Sabres de Buffalo
- C Cody Hodgson, Canucks de Vancouver
- C Ryan Johansen, Blue Jackets de Columbus
- AG Colin Greening Sénateurs d'Ottawa
- AG Gabriel Landeskog Avalanche du Colorado

### Équipe Alfredsson
- G Henrik Lundqvist, Rangers de New York *
- G Jonathan Quick, Kings de Los Angeles
- G Brian Elliott, Blues de Saint-Louis

- D Kristopher Letang, Penguins de Pittsburgh
- D Erik Karlsson, Sénateurs d'Ottawa
- D Shea Weber, Predators de Nashville
- D Dan Girardi, Rangers de New York
- D Keith Yandle, Coyotes de Phoenix
- D Alexander Edler, Canucks de Vancouver

- C Jason Spezza, Sénateurs d'Ottawa
- C Claude Giroux, Flyers de Philadelphie
- C Steven Stamkos, Lightning de Tampa Bay
- C Henrik Sedin, Canucks de Vancouver
- C Logan Couture, Sharks de San Jose

- AG John Tavares, Islanders de New York
- AG Daniel Sedin, Canucks de Vancouver
- AG Milan Michálek, Sénateurs d'Ottawa
- AG James Neal, Penguins de Pittsburgh
- AG Scott Hartnell, Flyers de Philadelphie

- AD Jason Pominville, Sabres de Buffalo

#### Recrues de l'Équipe Alfredsson
- D Justin Faulk, Hurricanes de la Caroline
- C Craig Smith, Predators de Nashville
- C Sean Couturier, Flyers de Philadelphie
- AD Matt Read, Flyers de Philadelphie
- AG Carl Hagelin, Rangers de New York
- AD/AG Nick Johnson, Wild du Minnesota

### Dernier joueur choisi
La ligue nationale de hockey remet au joueur ayant été le dernier choisi parmi l'ensemble des joueurs disponibles une voiture Honda Accord Crosstour. Cette année, les clés de la voiture ont été remises à Logan Couture.

### Remplacements
| Nat                    | Joueur                       | Équipe                 | Position | Raison | Remplaçant                             |
| ---------------------- | ---------------------------- | ---------------------- | -------- | --- | -------------------------------------- |
| Drapeau de la Finlande | Mikko Koivu                  | Wild du Minnesota      | C        | Blessure à l'épaule gauche                                                                                                | Jordan Eberle                          |
| Drapeau de la Russie   | Aleksandr Ovetchkine         | Capitals de Washington | AG       | Retrait volontaire du match pour cause d'une suspension bien que le Match des étoiles ne compte pas dans les suspensions. | James Neal                             |
| Drapeau du Canada      | Jonathan Toews               | Blackhawks de Chicago  | C        | Blessure à la main | Scott Hartnell                         |
| Drapeau des États-Unis | Dustin Byfuglien             | Jets de Winnipeg       | D        | Blessure au genou | Kris Letang                            |
| Drapeau du Canada      | Adam Henrique (Recrue)       | Devils du New Jersey   | C        | Blessure à l'aine | Carl Hagelin dans l'équipe des recrues |
| Drapeau du Canada      | Ryan Nugent-Hopkins (Recrue) | Oilers d'Edmonton      | C        | Blessure à l'épaule gauche                                                                                                | Nick Johnson dans l'équipe des recrues |
| Drapeau de la Suède    | Adam Larsson (Recrue)        | Devils du New Jersey   | D        | Blessure au poignet | Rafael Diaz dans l'équipe des recrues  |

## Concours d'habiletés
- Les vainqueurs sont notés en gras.

### Patineur le plus rapide
| Tour   | Équipe Alfredsson | Équipe Alfredsson | Équipe Chára      | Équipe Chára   |
| Tour   | Joueur            | Temps en secondes | Temps en secondes | Joueur         |
| ------ | ----------------- | ----------------- | ----------------- | -------------- |
| 1      | Kris Letang       | 14,501            | 14,826            | Brian Campbell |
| 2      | Jonathan Quick    | 16,939            | 17,514            | Jimmy Howard   |
| 3      | Carl Hagelin      | 12,993            | 12,963            | Colin Greening |
| 4      | Keith Yandle      | 13,731            | 13,203            | Phil Kessel    |
| 5      | Erik Karlsson     | 13,021            | 13,343            | Marián Hossa   |
| Finale | Carl Hagelin      | 13,218            | 13,303            | Colin Greening |

L'équipe Alfredsson remporte le concours 4-2.

### Concours d’échappées
| Équipe Alfredsson | Équipe Alfredsson | Équipe Chára | Équipe Chára  |
| Joueur            | % de votes        | % de votes   | Joueur        |
| ----------------- | ----------------- | ------------ | ------------- |
| Sean Couturier    | 9 %               | 1 %          | Ryan Johansen |
| John Tavares      | 8 %               | 47 %         | Patrick Kane  |
| Logan Couture     | 5 %               | 29 %         | Corey Perry   |

L'équipe Chára remporte l'épreuve 1-0 ; l'équipe Alfredsson mène 3-2 après deux épreuves.

### Tirs de précision
| Tour   | Équipe Alfredsson | Équipe Alfredsson | Équipe Chára      | Équipe Chára |
| Tour   | Joueur            | Temps en secondes | Temps en secondes | Joueur       |
| ------ | ----------------- | ----------------- | ----------------- | ------------ |
| 1      | Matt Read         | 14,011            | 20,929            | Cody Hodgson |
| 2      | Jason Spezza      | 18,639            | 30,092            | Tyler Seguin |
| 3      | Steven Stamkos    | 44,684            | 13,583            | Jamie Benn   |
| 4      | Daniel Sedin      | 21,459            | 15,846            | Marián Hossa |
| Finale | Matt Read         | 16,361            | 10,204            | Jamie Benn   |

L'équipe Chára gagne l'épreuve 3-2 et égalise à 6-6.

### Course à relais
| Tour                                                                                  | Équipe Alfredsson | Temps en minutes | Temps en minutes | Équipe Chára |
| ------------------------------------------------------------------------------------- | --- | ---------------- | ---------------- | --- |
| 1                                                                                     | Groupe 1 Nick Johnson (Passeur pour les tirs sur réception) Shea Weber (Tir sur réception) Kris Letang (Tir sur réception) Steven Stamkos (Tir sur réception) Henrik Sedin (Passe de précision) Milan Michálek (Contrôle de la rondelle) Logan Couture (Maniement du bâton) James Neal (Tir sur cible)          | 2:28             | 2:45             | Groupe 1 Ryan Suter (Passeur pour les tirs sur réception) Dennis Wideman (Tir sur réception) Jarome Iginla (Tir sur réception) Joffrey Lupul (Tir sur réception) Patrick Kane (Passe de précision) Pavel Datsiouk (Contrôle de la rondelle) Gabriel Landeskog (Maniement du bâton) Marián Gáborík (Tir sur cible) |
| 2                                                                                     | Groupe 2 Alexander Edler (Passeur pour les tirs sur réception) Keith Yandle (Tir sur réception) Scott Hartnell (Tir sur réception) John Tavares (Tir sur réception) Daniel Sedin (Passe de précision) Craig Smith (Contrôle de la rondelle) Claude Giroux (Maniement du bâton) Jason Pominville (Tir sur cible) | 2:08             | 2:14             | Groupe 2 Jordan Eberle (Passeur pour les tirs sur réception) Dion Phaneuf (Tir sur réception) Zdeno Chára (Tir sur réception) Jamie Benn (Tir sur réception) Kimmo Timonen (Passe de précision) Rafael Diaz (Contrôle de la rondelle) Ievgueni Malkine (Maniement du bâton) Phil Kessel (Tir sur cible)           |
| Pointage de l'épreuve : 3–0 Équipe Alfredsson Pointage totale : 9–6 Équipe Alfredsson | |                  |                  | |

### Tir le plus puissant
| Tour                                                                              | Équipe Alfredsson | Vitesse en km/h | Vitesse en km/h | Équipe Chara   |
| --------------------------------------------------------------------------------- | ----------------- | --------------- | --------------- | -------------- |
| 1                                                                                 | Justin Faulk      | 154,3           | 158,2           | Luke Adam      |
| 2                                                                                 | Daniel Alfredsson | 163,0           | 153,4           | Dennis Wideman |
| 3                                                                                 | Jason Spezza      | 161,7           | 157,5           | Dion Phaneuf   |
| 4                                                                                 | Shea Weber        | 168,8           | 175,1*          | Zdeno Chára    |
| Finale                                                                            | Shea Weber        | 170,6           | 172,2           | Zdeno Chára    |
| Pointage de l'épreuve : 3–2 Équipe Chára Pointage totale : 11–9 Équipe Alfredsson |                   |                 |                 |                |

Note : Avec un tir de 175,1 km/h Zdeno Chára a battu son propre record de 170,4 km/h, établi lors du concours d'habiletés du Match des étoiles de 2011.

### Tir de fusillade par élimination
| Équipe Alfredsson                                                                       | Résultat | Résultat | Équipe Chára     |
| --------------------------------------------------------------------------------------- | -------- | -------- | ---------------- |
| 1er tour                                                                                |          |          |                  |
| Carl Hagelin                                                                            | Arrêt    | Arrêt    | Colin Greening   |
| Steven Stamkos                                                                          | But      | Arrêt    | Pavel Datsiouk   |
| John Tavares                                                                            | But      | But      | Ievgueni Malkine |
| Jason Spezza                                                                            | But      | Arrêt    | Corey Perry      |
| Claude Giroux                                                                           | Arrêt    | Arrêt    | Tyler Seguin     |
| Daniel Alfredsson                                                                       | But      | Arrêt    | Marián Gáborík   |
| James Neal                                                                              | Arrêt    | Arrêt    | Patrick Kane     |
| Milan Michálek                                                                          | Arrêt    | But      | Jarome Iginla    |
| Jason Pominville                                                                        | But      | Arrêt    | Jamie Benn       |
| Kris Letang                                                                             | But      | Arrêt    | Joffrey Lupul    |
| Erik Karlsson                                                                           | Arrêt    | But      | Kimmo Timonen'   |
| Daniel Sedin                                                                            | Arrêt    | Arrêt    | Ryan Suter       |
| 2e tour                                                                                 |          |          |                  |
| Steven Stamkos                                                                          | But      | Arrêt    | Ievgueni Malkine |
| John Tavares                                                                            | But      | Arrêt    | Jarome Iginla    |
| Jason Spezza                                                                            | Arrêt    | Arrêt    | Kimmo Timonen    |
| Daniel Alfredsson                                                                       | Arrêt    |          |                  |
| Jason Pominville                                                                        | But      |          |                  |
| Kris Letang                                                                             | Arrêt    |          |                  |
| 3e tour                                                                                 |          |          |                  |
| Steven Stamkos                                                                          | But      |          |                  |
| John Tavares                                                                            | Arrêt    |          |                  |
| Jason Pominville                                                                        | Arrêt    |          |                  |
| Pointage de l'épreuve : 10–3 Équipe Alfredsson Pointage Final : 21–12 Équipe Alfredsson |          |          |                  |

## Match des étoiles
| 29 janvier 2012 | Équipe Chára | 12-9 (3-3, 3-3, 6-3) | Équipe Alfredsson | Place Banque Scotia 20 510 spectateurs |

| Feuille de match                                           | Feuille de match | Feuille de match                                                                        | Feuille de match | Feuille de match                                                  |
| ---------------------------------------------------------- | --- | --------------------------------------------------------------------------------------- | --- | ----------------------------------------------------------------- |
|                                                            | Gáborík (Datsiouk) 4 min 34 s Malkine (Iginla) 5 min 38 s Gáborík (Hossa, Suter) 10 min 9 s - Gáborík (Hossa, Datsiouk) 21 min 23 s Lupul (Kessel) 23 min 33 s - Kane (Eberle) 38 min 24 s Kessel (Campbell) 44 min 12 s - Iginla (Malkine, Perry) 47 min 45 s - Hossa (Datsiouk) 52 min 4 s Chára (Gáborík) 52 min 20 s Perry (Iginla, Wideman) 53 min 26 s - Lupul (Seguin, Kessel) 55 min 33 s | 1-0 2-0 3-0 3-1 3-2 3-3 4-3 5-3 5-4 5-5 5-6 6-6 7-6 7-7 8-7 8-8 9-8 10-8 11-8 11-9 12-9 | - 10 min 36 s Spezza (Girardi, Michálek) 12 min 51 s H. Sedin (Hartnell, Letang) 13 min 49 s Tavares (Pominville, Yandle) - 27 min 17 s Pominville (Neal, Stamkos) 34 min 33 s Alfredsson 36 min 4 s Alfredsson (D. Sedin, H. Sedin) - 45 min 21 s Michálek (Tavares, Spezza) - 49 min 40 s Giroux (Hartnell, Couture) - 54 min 20 s D. Sedin (H. Sedin, Alfredsson) - | Arbitrage : Eric Furlatt et Tim Peel Brad Kovachik et Derek Amell |
| Howard (20 min 0 s) Price (20 min 0 s) Thomas (20 min 0 s) | Gardiens | (20 min 0 s) Elliott (20 min 0 s) Lundqvist (20 min 0 s) Quick                          | | Arbitrage : Eric Furlatt et Tim Peel Brad Kovachik et Derek Amell |
| Phaneuf (Tir de pénalité accordé à Stamkos : Arrêt) 0 min  | Pénalités | 0 min                                                                                   | | Arbitrage : Eric Furlatt et Tim Peel Brad Kovachik et Derek Amell |
| 44                                                         | Tirs | 50                                                                                      | | Arbitrage : Eric Furlatt et Tim Peel Brad Kovachik et Derek Amell |